# Josua Tuisova

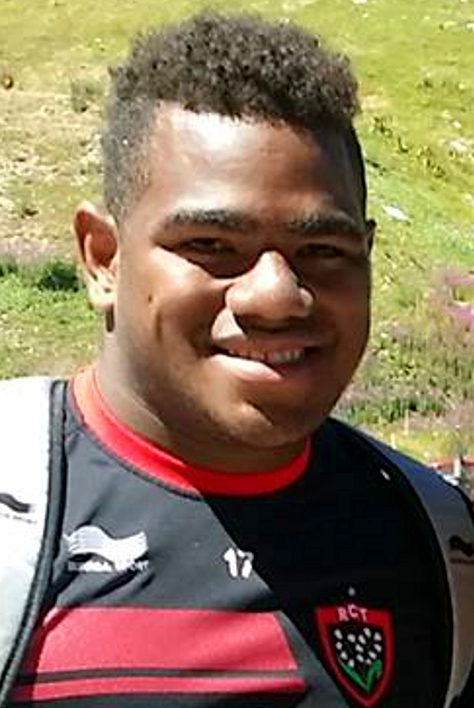
Josua Tuisova 2015

Josua Tuisova Ratulevu (* 4. Februar 1994 in Votua, Ba, Fidschi) ist ein fidschianischer Rugbyspieler, der 2016 Olympiasieger im Siebener-Rugby war.

## Karriere
Der 1,80 m große Josua Tuisova spielt als Außendreiviertel oder Innendreiviertel. 2013 debütierte er in der fidschianischen Nationalmannschaft im Siebener-Rugby. 2016 nahm er mit dem Nationalteam an der olympischen Premiere des Siebener-Rugby teil und wirkte in allen Spielen mit. Im Finale gegen die Briten legte Tuisova den sechsten Versuch. Die Fidschianer siegten mit 43:7 und gewannen die erste olympische Goldmedaille für Fidschi überhaupt.
2018 nahm er mit dem Nationalteam an der Siebener-Rugby-Weltmeisterschaft teil. Dort schied Fidschi im Halbfinale aus.
Josua Tuisova spielt seit 2017 für die Fidschianische Rugby-Union-Nationalmannschaft. Er bestritt bislang 15 Länderspiele, in denen er insgesamt 40 Punkte erzielte. Er gehörte zum fidschianischen Kader bei der Weltmeisterschaft 2019 und wurde in drei Spielen eingesetzt, Fidschi schied in der Vorrunde aus.
2013 wechselte Tuisova von Fidschi nach Europa. Bis 2019 spielte er für RC Toulon, mit dem er 2014 französischer Meister war sowie 2014 und 2015 den European Champions Cup gewann. 2019 wechselte er zu Lyon Olympique Universitaire.